# Cupa României 1997/98
Der Cupa României in der Saison 1997/98 war das 60. Turnier um den rumänischen Fußballpokal. Sieger wurde zum zehnten Mal Rapid Bukarest, das sich im Finale am 6. Mai 1998 gegen den Universitatea Craiova durchsetzen konnte. Dadurch qualifizierte sich Rapid für den Europapokal der Pokalsieger. Titelverteidiger Steaua Bukarest war im Viertelfinale ausgeschieden.

## Modus
Die Klubs der Divizia A stiegen erst in der Runde der letzten 32 Mannschaften (3. Runde) ein. Ab dem Achtelfinale fanden alle Spiele – abgesehen vom Finale, das traditionell in Bukarest ausgetragen wurde – auf neutralem Platz statt. Es wurde jeweils nur eine Partie ausgetragen. Stand diese nach 90 Minuten unentschieden, folgte eine Verlängerung von 30 Minuten. Falls danach noch immer keine Entscheidung gefallen war, wurde die Entscheidung im Elfmeterschießen herbeigeführt.

## 3. Runde
| Datum             |                          | Ergebnis              |                       |
| ----------------- | ------------------------ | --------------------- | --------------------- |
| 12. November 1997 | Apulum Alba Iulia        | 2:1                   | CSM Reșița            |
|                   | FC Baia Mare             | 0:2                   | FC Argeș Pitești      |
|                   | Gloria Bistrița          | 3:2 n. V.             | CF Chindia Târgoviște |
|                   | Metrom Brașov            | 0:1                   | FCM Bacău             |
|                   | Gloria Buzău             | 3:2                   | Universitatea Cluj    |
|                   | Dunărea Călărași         | 1:3                   | Steaua Bukarest       |
|                   | Electroputere Craiova    | 1:0                   | Petrolul Ploiești     |
|                   | Diplomatic Focșani       | 0:1 n. V.             | FC Farul Constanța    |
|                   | Corvinul Hunedoara       | 0:1                   | Dinamo Bukarest       |
|                   | Gaz Metan Mediaș         | 1:0                   | Ceahlăul Piatra Neamț |
|                   | AS Midia Năvodari        | 0:1                   | Rapid Bukarest        |
|                   | FC Bihor Oradea          | 4:0                   | Jiul Petroșani        |
|                   | Laminorul Roman          | 2:5                   | Oțelul Galați         |
|                   | NC Foresta Suceava       | 2:2 n. V. (3:4 i. E.) | Universitatea Craiova |
|                   | FC Politehnica Timișoara | 1:2                   | Sportul Studențesc    |
| 19. November 1997 | FCM Poiana Câmpina       | 1:1 n. V. (4:2 i. E.) | FC Național Bukarest  |

## Achtelfinale
| Datum            |                       | Ergebnis |                       | Ort       |
| ---------------- | --------------------- | -------- | --------------------- | --------- |
| 2. Dezember 1997 | Steaua Bukarest       | 3:1      | FCM Poiana Câmpina    | Ploiești  |
| 3. Dezember 1997 | Oțelul Galați         | 6:0      | Gloria Buzău          | Brăila    |
|                  | Rapid Bukarest        | 2:1      | Gaz Metan Mediaș      | Brașov    |
|                  | Sportul Studențesc    | 1:0      | Gloria Bistrița       | Brașov    |
|                  | Universitatea Craiova | 5:2      | FC Farul Constanța    | Bukarest  |
|                  | FCM Bacău             | 3:1      | Electroputere Craiova | Ploiești  |
|                  | Dinamo Bukarest       | 2:0      | Apulum Alba Iulia     | Sibiu     |
|                  | FC Argeș Pitești      | 1:0      | FC Bihor Oradea       | Timișoara |

## Viertelfinale
| Datum            |                       | Ergebnis              |                    | Ort        |
| ---------------- | --------------------- | --------------------- | ------------------ | ---------- |
| 25. Februar 1998 | Rapid Bukarest        | 1:0                   | Sportul Studențesc | Bukarest   |
|                  | Dinamo Bukarest       | 1:0                   | Oțelul Galați      | Buzău      |
|                  | Universitatea Craiova | 2:1 n. V.             | FCM Bacău          | Ploiești   |
|                  | FC Argeș Pitești      | 1:1 n. V. (3:1 i. E.) | Steaua Bukarest    | Târgoviște |

## Halbfinale
| Datum         |                       | Ergebnis |                  | Ort            |
| ------------- | --------------------- | -------- | ---------------- | -------------- |
| 25. März 1998 | Rapid Bukarest        | 2:1      | Dinamo Bukarest  | Bukarest       |
|               | Universitatea Craiova | 1:0      | FC Argeș Pitești | Râmnicu Vâlcea |

## Finale
| Paarung               | Rapid Bukarest – Universitatea Craiova |
| Ergebnis              | 1:0 (0:0) |
| Datum                 | 6. Mai 1998 |
| Stadion               | Nationalstadion, Bukarest |
| Zuschauer             | 65.000 |
| Schiedsrichter        | Marcel Lică (Constanța) |
| Tore                  | 1:0 Lucian Marinescu (67.) |
| Rapid Bukarest        | Bogdan Lobonț, Mugur Bolohan, Cristian Dulca, Mircea Rednic, Nicolae Stanciu, Ștefan Nanu, Lucian Marinescu, Mario Bugeanu (76. Zeno Bundea), Daniel Iftodi, Marius Șumudică (64. Ovidiu Maier), Daniel Pancu (64. Cătălin Popa) Cheftrainer: Mircea Lucescu            |
| Universitatea Craiova | Tiberiu Lung, Nicu Năstăsie, Emil Săndoi, Tiberiu Curt, Marius Iordache, Silvian Cristescu (62. Valentin Suciu), Robert Vancea, Eugen Trică, Cornel Frăsineanu (71. Romulus Buia), Ioan Viorel Ganea, Ion Luțu (71. Claudiu Niculescu) Cheftrainer: José Ramón Alexanko |